# В лучах солнца
Вот вам пример: мы снимали в метро. В Пхеньяне в метро иностранец не может зайти без сопровождающих и может проехать только две остановки. То есть он может увидеть три станции. Там есть специальный маршрут для иностранцев: на определенной станции войти и на определенной станции выйти. Мы не успели закончить съемку за две остановки и просим дать нам проехать еще несколько станций. В ответ — категорическое нет. Предлагают поехать обратно и доснять там. Я объясняю: на обратном пути в вагонах будут уже другие люди. Сопровождающие отвечают: это не проблема. И командуют людям в вагоне: «Встали и перешли станцию». И весь вагон встает, переходит и садится в вагон, который едет в противоположном направлении. Молча, без дискуссии.
«В лучах солнца» (кор. 태양 아래) — документальный фильм российского режиссёра Виталия Манского о жизни восьмилетней школьницы в Пхеньяне, столице КНДР. Она должна вступить в детскую организацию в День Солнца (государственный праздник в честь дня рождения Ким Ир Сена). Фильм снимался при содействии и под контролем северокорейских властей, которые рассчитывали на то, что в нём будет представлен пропагандистский образ счастливой семьи. Однако Манский тайно снимал дополнительный материал, в итоговую версию фильма с дополнительными 26 минутами он включил свои критические комментарии.

## Мнение режиссёра
По мнению Манского, в КНДР созданы крупномасштабные декорации, призванные демонстрировать благополучную жизнь. Многоквартирный жилой дом, в котором жила семья девочки, в реальности не был заселён, в квартире специально для съёмок провели ремонт и внесли мебель; в соседнем доме он вообще не заметил входа, а свет в квартирах предположительно включался общим рубильником. Манский считает, что власти изменили реальные профессии родителей девочки и перевели их на новые места работы, семейный альбом подвергся фотомонтажу, а посещённые им магазины в Пхеньяне — не настоящие, в них нельзя ничего купить, товары выставлены в демонстрационных целях.
По словам Манского, «В КНДР произошло что-то фантастическое, замешанное на восточной специфике общественных отношений, усиленное войной… Случилась аномалия». До поездки Манский думал, что люди в Северной Корее скованы страхом, однако во время съёмок он не чувствовал страха в окружающих людях — это, как он полагает, «иная форма коллективного сознания», «для них норма — то, как они живут». Он говорит, что для него очень важно показать фильм в России: «Очевидно, что Россия погружается в страх, за которым неминуемо следует потеря Свободы».

## Сюжет
Фильм рассказывает о корейской семье, в которой девочка, главная героиня по имени Зин Ми, готовится вступить в Детский союз. Показаны сцены её учёбы в школе, ужин с семьей: отец говорит ей, что нужно есть больше кимчхи — в фильме демонстрируется несколько дублей этой сцены.
Её отец представлен как инженер на швейной фабрике (в реальности, по словам режиссёра, это журналист), начальница швейного цеха благодарит его и сообщает, что план выполнен цехом на 150 %. В следующем дубле цифра меняется, она говорит уже о 200 %.

## Производство
Манский пробыл в КНДР около двух месяцев. Власти разрешили въезд съёмочной группы при условии, что Манский исполнит контракт, согласно которому будет соблюдаться прописанный сценарий.
При этом корейская сторона заранее приготовила пропагандистский сценарий, в том числе выдумала историю снимаемой семьи. Сам снятый материал органы цензуры внимательно проверяли, чтобы не допустить нежелательных, по их мнению, сцен, а семье, снимаемой на камеру, строго запрещалось разговаривать со съёмочной группой. Однако режиссёр тайно продолжал снимать на камеру сцены между дублями, записывая происходящее на вторую карту памяти, о которой не знали органы цензуры.

## Оценки
Фильм показали на нескольких кинофестивалях, его положительно восприняли кинокритики. На сайте Rotten Tomatoes фильм имеет рейтинг 93 % на основе 28 рецензий.
Журналист The Hollywood Reporter Стивен Далтон называл картину «увлекательным исследованием государственной пропаганды, выявляющим мрачную правду, которой не дают войти в кадр».
В рецензии «Афиши» говорилось: «Нарочитая манипулятивность фильма, тотальное обнажение одного конструкта и параллельно нарочитое создание другого, напоминает „Акт убийства“ и „Взгляд тишины“ Джошуа Оппенхаймера».
Представитель президента РФ по культурному сотрудничеству Михаил Швыдкой обвинил режиссёра в том, что тот злоупотребил доверием представителей Северной Кореи, а также «подставил» северокорейских партнёров по кинопроизводству. Швыдкой считает, что их ждёт неминуемое наказание со стороны властей КНДР; по его мнению, фильм «не стоит слезы ребёнка». Манский частично отвергает эти обвинения.
Роберт Бойнтон из Нью-Йоркского университета, автор книги о Северной Корее под названием The Invitation-Only Zone (Зона только по приглашениям) считает, что «этот фильм подтверждает, что в действительности [в Северной Корее] всё является постановкой. Что всё, что мы видим — это то, что они хотят, чтобы мы увидели; что люди говорят слова, которые им навязывают, что всё запланировано». Бойнтон также не считает, что у семьи Зин Ми могут быть какие-либо неприятности из-за фильма, в отличие от тех, кто разрешил Манскому въезд в страну и следил за его действиями.
Историк-кореевед и профессор Университета Корё Татьяна Габрусенко раскритиковала выводы режиссёра, объяснив их его неподготовленностью и слабым знанием корейской культуры: «В страну, не слишком расположенную откровенничать с иностранцами, ненадолго впархивает человек без знаний языка и культуры, зато с твердыми идеологическими установками. Он тут же получает подтверждение своим установкам и упархивает обратно, довольный своей проницательностью».

### Реакция в КНДР
Узнав о разоблачительном характере фильма, КНДР начала бороться с её показами дипломатическими методами. Во время демонстрации фильма на кинофестивалях в Санкт-Петербурге и Таллине посольства КНДР выражали ноту протеста, требуя снять фильм с конкурса. Сам фильм по просьбе посольства был отозван из московских кинотеатров сети «Московское кино», при этом представители КНДР попытались сорвать и закрытую премьеру для работников киноиндустрии.

### Награды
| Год  | Фестиваль                                             |          | Место проведения | Приз                                               |
| ---- | ----------------------------------------------------- | -------- | ---------------- | -------------------------------------------------- |
| 2015 | Jihlava International Documentary Film Festival       | Чехия    | Йиглава, Чехия   | Best Central and Eastern European Documentary Film |
| 2015 | Тёмные ночи                                           | Эстония  | Таллин, Эстония  | Jury Prize for Best Director                       |
| 2015 | Тёмные ночи                                           | Эстония  | Таллин, Эстония  | Special Jury Prize                                 |
| 2016 | Trieste Film Festival                                 | Италия   | Триест, Италия   | ALPE ADRIA CINEMA AWARD for the Best Documentary   |
| 2016 | Hong Kong International Film Festival                 | Китай    | Гонконг, Китай   | Jury Prize                                         |
| 2016 | Vilnius Film Festival                                 | Литва    | Вильнюс, Литва   | Best Film in «Baltic Gaze» competition programme   |
| 2016 | It’s all True International Documentary Film Festival | Бразилия | Бразилия         | Special Mention Jury                               |
| 2017 | Национальная кинематографическая премия «Ника»        | Россия   | Россия           | Лучший документальный фильм                        |